# Argyra condomina
Argyra condomina är en tvåvingeart som beskrevs av Harmston och Frank Hall Knowlton 1946. Argyra condomina ingår i släktet Argyra och familjen styltflugor. Inga underarter finns listade i Catalogue of Life.